# Солтанпур, Саид
Саид Солтанпур (перс. سعید سلطان‌پور‎; 1941, Себзевар — 26 июня 1981, Тюрьма Эвин, Тегеран) — иранский поэт, драматург, театральный режиссёр и участник леворадикального движения (сперва в Организации партизан-фидаинов иранского народа, затем во фракции её меньшинства. Основатель Театрального общества Ирана (1968) и член исполнительного комитета Ассоциации иранских писателей (1980); автор текстов ряда широко известных революционных песен. Известный писатель Махмуд Довлатабади посвятил свою книгу «Сказка о Баба Собхане» Саиду Солтанпуру. Убит в ходе массовых казней политзаключённых 1981—1982 годов. Его творчество запрещалось как при шахском режиме, так и при правлении аятолл.